# Rhodacarus olgae
Rhodacarus olgae är en spindeldjursart som beskrevs av V.P. Shcherbak 1975. Rhodacarus olgae ingår i släktet Rhodacarus och familjen Rhodacaridae. Inga underarter finns listade i Catalogue of Life.